# 21407 Jessicabaker
A 21407 Jessicabaker (ideiglenes jelöléssel 1998 FL64) a Naprendszer kisbolygóövében található aszteroida. A LINEAR projekt keretében fedezték fel 1998. március 20-án.